# Kuroda Kiyotaka
Bá tước Kuroda Kiyotaka (黑田 清隆 (Hắc Điền Thanh Long) Kuroda Kiyotaka), (9 tháng 11, 1840 - 23 tháng 8, 1900), còn được gọi là Kuroda Ryōsuke (黑田 了介, "Hắc Điền Liễu Giới"), là một chính trị gia Nhật Bản thời Meiji, và Thủ tướng Nhật Bản thứ 2 từ 30 tháng 4 năm 1888 đến 25 tháng 10 năm 1889.

## Tiểu sử

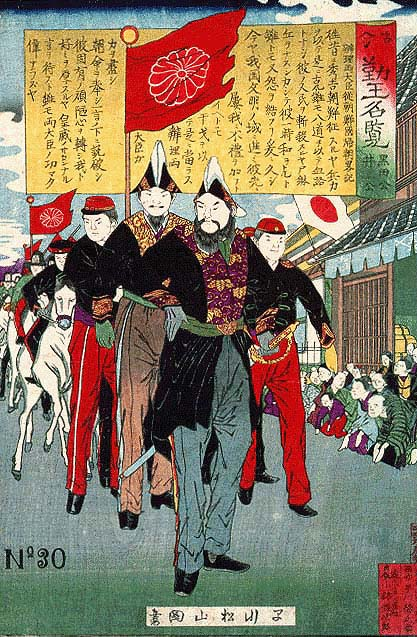
Thanh vẽ Kuroda Kiyotaka của nhật báo Nishiki-e

### SamuraiSatsuma
Kuroda sinh ra trong một gia đình samurai phục vụ cho daimyo Shimazu của Kagoshima, phiên Satsuma ở Kyūshū.
Năm 1862, Kuroda có dính líu vào Sự kiện Namamugi, trong đó một phiên thần Satsuma giết một người Anh vì từ chối quỳ xuống trước đám rước của daimyo. Điều này dẫn tới cuộc Chiến tranh Anglo-Satsuma năm 1863, mà Kuroda đóng một vai trò tích cực. Ngay sau chiến tranh, ông được gửi đến Edo để học pháo binh.
Trở về Satsuma, Kuroda trở thành một thành viên hăng hái của Liên minh Satchō để lật đổ Mạc phủ Tokugawa. Sau đó, là một lãnh đạo quân sự trong cuộc Chiến tranh Boshin, ông nổi tiếng với việc tha chết cho Enomoto Takeaki, người đã chống lại quân của Kuroda trong Trận Hakodate.

### Sự nghiệp chính trị và ngoại giao

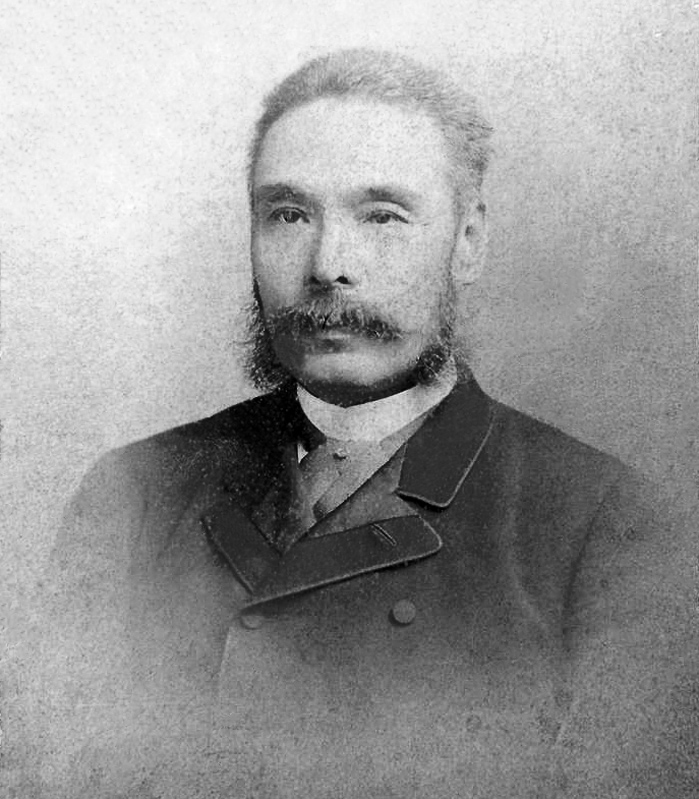
Kiyotaka Kuroda thời trẻ

Dưới chính quyền Minh Trị mới, Kuroda trở thành nhà ngoại giao tiên phong cho vấn đề Karafuto, được cả Nhật Bản và Nga tuyên bố chủ quyền năm 1870. Lo sợ việc người Nga tiến về phía Đông, Kuroda trở về Tokyo và chủ trương nhanh chóng phát triển và ổn định biên giới phái Bắc Nhật Bản. Năm 1871, ông công du Châu Âu và Hoa Kỳ 5 tháng, và khi trở về Nhật Bản năm 1872, ông được giao nhiệm vụ khai hoang Hokkaidō.

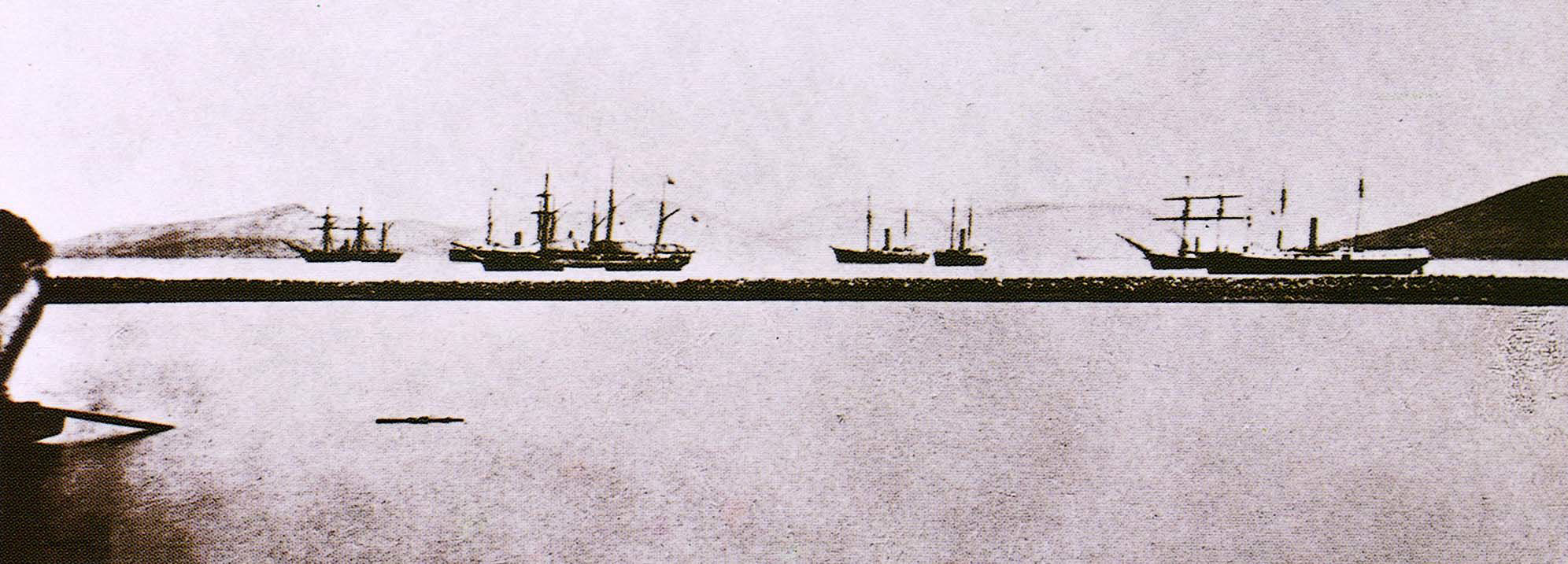
Đoàn sứ thần của Kuroda Kiyotaka, ở Pusan, trên đường đến đảo Ganghwa (江華島), Triều Tiên, 16 tháng 1, 1876. Có 2 tàu chiến (Nisshin, Moshun) và 3 tàu chở quân của Hải quân Đế quốc Nhật Bản, và một tàu lớn chở sứ đoàn do Kuroda dẫn đầu.

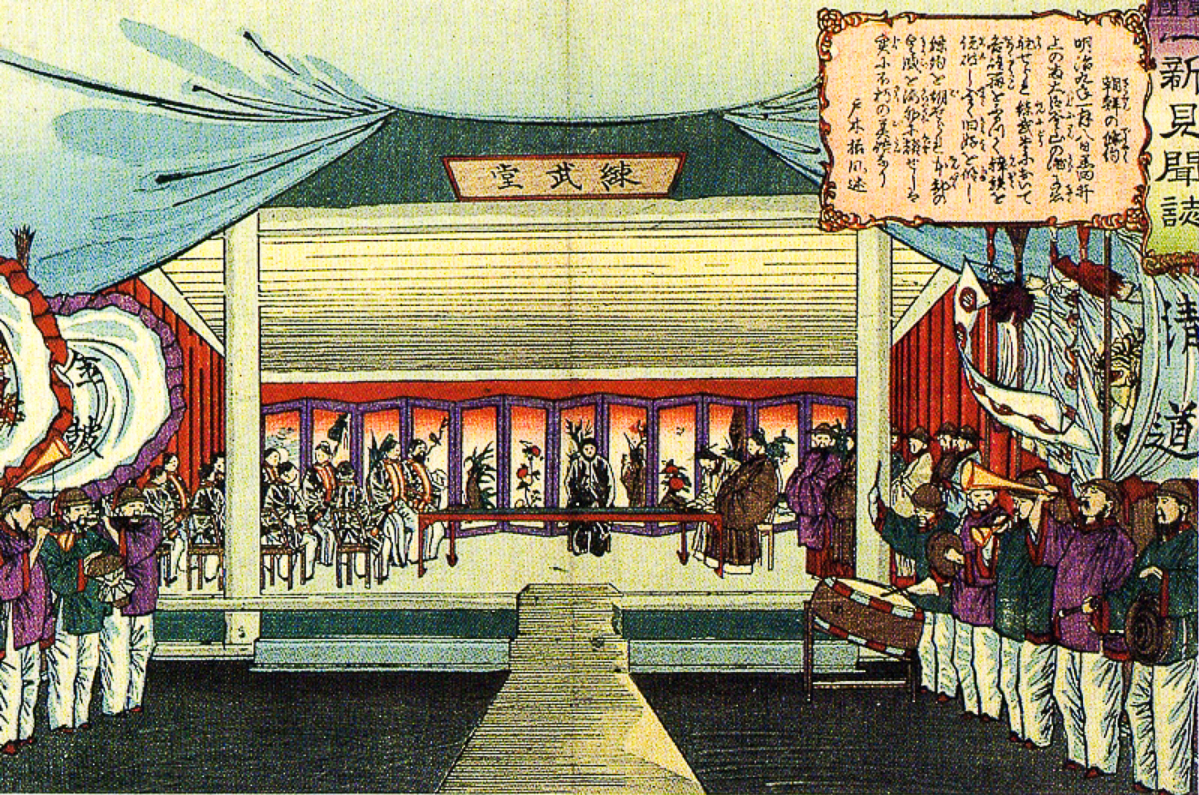
Kuroda Kiyotaka ký Điều ước Ganghwa, mở cửa Triều Tiên cho thương mại Nhật Bản, năm 1876.

Năm 1874, Kuroda được bổ nhiệm làm Giám đốc Cơ quan Khai hoang Hokkaidō, và tổ chức kế hoạch dân quân khai hoang để ổn định hòn đảo với các cựu samurai thất nghiệp và binh lính nghỉ hưu, những người vừa làm nông dân, vừa làm dân quân địa phương. Ông cũng được phong hàm Trung tướng Lục quân Đế quốc Nhật Bản. Kuroda mời các chuyên gia nông nghiệp nước ngoài với khí hậu tương tự tới thăm Hokkaidō, và đưa ra các lời khuyên về cây trồng và phương pháp canh tác hiệu quả.
Kuroda được cử đi làm Công sứ Triều Tiên năm 1875, và đàm phán Điều ước Ganghwa năm 1876. Năm 1877, ông cũng tham gia đội quân đánh dẹp cuộc nổi loạn Satsuma. Năm 1878, ông trở thành lãnh đạo của phiên Satsuma sau khi Okubo Toshimichi bị ám sát.
Ít lâu trước khi ông rời Cơ quan ở Hokkaidō, Kuroda trở thành nhân vật trung tâm trong vụ Scandal của Cơ quan Khai hoang Hokkaidō năm 1881. Là một phần của chương trình tư nhân hóa của chính phủ, Kuroda cố bán tài sản của Cơ quan Khai hoang Hokkaido cho một consortium thương mại do một vài người bạn Satsuma lập ra với giá tượng trưng. Khi các điều khoản của hợp đồng rò rỉ đến tai báo chí, sự giận dữ của công chúng khiến việc mua bán thất bại. Cũng trong năm 1881, vợ của Kuroda qua đời vì bệnh phổi, nhưng có tin đồn rằng Kuroda đã giết bà khi say rượu, xác chết được đào lên và khám nghiệm. Kuroda vô tội, nhưng tin đồn về những vấn đề của ông với chứng nghiện rượu vẫn còn dai dẳng. 
Kuroda được bổ nhiệm làm Bộ trưởng Bộ Nông nghiệp và Thương mại năm 1887.

### Thủ tướng
Kuroda Kiyotaka trở thành Thủ tướng thứ hai của Nhật Bản, sau Itō Hirobumi năm 1888. Trong nhiệm kỳ của mình, ông quan sát sự tuyên cáo của bản Hiến pháp Minh Trị. Tuy vậy, chủ đề làm lo âu là việc Nhật Bản không thể tái đàm phán các hiệp ước bất bình đẳng gây ra tranh cãi lớn. Sau khi bản sơ thảo đề xuất tái xem xét do Bộ trường Ngoại giao Ōkuma Shigenobu thảo được đưa ra công chúng năm 1889 nhưng kế hoạch bổ nhiệm người nước ngoài làm quan chức tư pháp nhằm bãi bỏ quyền tài phán lãnh sự đã gặp phải sự phản đối lớn, và vào ngày 18 tháng 10, một vụ đánh bom đã xảy ra. Để đối phó với điều này, gần như tất cả các thành viên nội các đã từ bỏ việc sửa đổi hiệp ước, và Kuroda không còn cách nào khác ngoài việc đồng ý. Vào ngày 23 tháng 10, Kuroda đệ đơn từ chức, và vào ngày 25 tháng 10, ông thôi giữ chức thủ tướng và được bổ nhiệm làm Ủy viên Hội đồng Cơ mật. Vào ngày 15 tháng 12, do không hài lòng với Kaoru Inoue, người phản đối dự luật sửa đổi hiệp ước, ông đã gây ra vụ việc lẻn vào nơi ở của Inoue trong lúc say rượu và bị đình chỉ hoạt động.
Tháng 4 năm 1888, ông kế nhiệm Ito làm Thủ tướng thứ hai. Biến cố đáng chú ý nhất trong nhiệm kỳ của ông là việc ban hành Hiến pháp Đế quốc Nhật Bản vào ngày 11 tháng 2 năm 1889, nhưng Ito đứng đầu trong việc soạn thảo hiến pháp, còn bản thân Kuroda thì không tham gia sâu. Vào ngày 12 tháng 2, một ngày sau khi ban hành, ông đã có bài phát biểu tại Rokumeikan bày tỏ cái gọi là nguyên tắc siêu việt, trong đó tuyên bố rằng chính phủ nên duy trì sự độc lập của mình mà không bị ràng buộc bởi ý chí của quốc hội hoặc các đảng phái chính trị.

### Cuối đời
Kuroda làm Bộ trưởng Bộ Thông tin năm 1892 trong nội các Ito thứ hai. Năm 1895 ông trở thành genrō, và chủ tịch Xú mật viện. 
Ông qua đời vì xuất huyết não năm 1900 và Enomoto Takeaki chủ trì lễ tang của ông. Mộ của ông ở Nghĩa trang Aoyama ở Tokyo.

## Link mở rộng
- Bản mẫu:Prime Ministers of Japan-NDL